# Mongonecta
Mongonecta is een geslacht van wantsen uit de familie van de Naucoridae (Zwemwantsen). Het geslacht werd voor het eerst wetenschappelijk beschreven door Popov in 1986.

## Soorten
Het genus bevat de volgende soort:

- Mongonecta indistincta Popov, 1986